# Pyrrosia costata
Pyrrosia costata là một loài thực vật có mạch trong họ Polypodiaceae. Loài này được (Wall. ex C. Presl) Tagawa & K. Iwats. miêu tả khoa học đầu tiên năm 1967.